# ريشارد لويتهويزر
ريشارد لويتهويزر (بالألمانية: Richard Leutheußer) (16 يوليو 1867 في كوبورغ - 12 أبريل 1945 في فايمار) كان محامياً ومسؤولًا إداريًا وسياسياً ألمانياً ينتمي إلى الحزب الوطني الليبرالي (NLP) ثم إلى حزب الشعب الألماني (DVP).
كان لويتهويزر عضوًا في الحزب الوطني الليبرالي (NLP) حتى عام 1918 وعضوًا في برلمان دوقية ساكسونيا غوتا من عام 1907 حتى عام 1918.
بعد ثورة نوفمبر شارك لويتهويزر في إعادة تنظيم الحزب الوطني الليبرالي (NLP) في حزب الشعب الألماني (DVP). في الفترة من 1919 إلى 1930 كان زعيم حزب الشعب الألماني (DVP) في ولاية تورينغن. في انتخابات الرايخستاغ في يونيو 1920 تم انتخابه للرايخستاغ الألماني والذي بقي عضوًا فيه حتى عام 1930.
من 21 فبراير 1924 إلى 22 أغسطس 1928 (حكومة تسيير الأعمال حتى 5 نوفمبر 1928)، شغل لويتهويزر منصب وزير التعليم والعدل ورئيس وزراء الولاية. كان عضواً في حكومة أقلية تابعة تألفت من تحالف حزب الشعب الألماني (DVP) مع حزب الشعب الوطني الألماني (DNVP) ومع اتحاد تورينغن الزراعي (ThLB) (حتى 29 أبريل 1927) ومع الحزب الديمقراطي الألماني (DDP) ومع الحزب الاقتصادي للطبقات الوسطى الألمانية (WP) ومع حزب العدالة الشعبية (VRP) ومع اتحاد تورينغن الزراعي (ThLB) (من 30 أبريل 1927).